# Traffic (mini-série)
Pour les articles homonymes, voir Traffic.
Pour l’article ayant un titre homophone, voir Trafic.
Traffic (Traffic: The Miniseries) est une mini-série américaine en trois épisodes de 90 minutes, créée par Stephen Hopkins et Eric Bross et diffusée à partir du 26 janvier 2004 sur USA Network.
En France, la télésuite a été diffusée à partir du 16 avril 2006 sur Jimmy.

## Synopsis
Faisant suite au film Traffic de Steven Soderbergh, cette mini-série s'intéresse à l'univers des trafics de produits illicites, un univers qui ne se limite pas à la drogue, mais s'étend désormais aux marchandises, aux armes, aux êtres humains.
Comme le film d'origine, elle suit trois personnages principaux dont les destins s'entrecroisent :
- Mike McKay (Elias Koteas), agent de la lutte anti-drogue américaine en Afghanistan. À la suite d'une mauvaise décision, il voit peser sur sa famille des menaces terribles.
- Ben Edmonds (Balthazar Getty), un jeune diplômé plein d'ambition. Lorsqu'il reprend en main l'entreprise familiale, il découvre que celle-ci entretient des relations dangereuses avec la mafia chinoise...
- Adam Kadyrov (Cliff Curtis) est un immigré en situation irrégulière dont la famille a été assassinée. Il décide de mener l'enquête par ses propres moyens.

## Distribution
- Justin Chatwin : Tyler McKay
- Cliff Curtis : Adam Kadyrov
- Martin Donovan : Brent Delaney
- Balthazar Getty : Ben Edmonds
- Elias Koteas : Mike McKay
- Mary McCormack : Carole McKay
- Ritchie Coster : Fazal
- Eden Rountree : Chloe

## Produits dérivés

### DVD
- Traffic : La mini série (22 août 2006)